# شورکی
شورکی، روستایی است از توابع بخش مرکزی شهرستان تنگستان استان بوشهر ایران. این روستا مرکز دهستان باغک می‌باشد.

## جمعیت
این روستا در دهستان باغک قرار داشته و بر اساس سرشماری رسمی سال ۱۳۹۵ جمعیت آن ۱۴۱۵ نفر است.
بر اساس آمار رسمی جمعیت آن در سال ۱۳۸۵ جمعیت آن ۱۳۹۶نفر (۳۱۳خانوار) و در سال ۱۳۹۰ جمعیت آن ۱۵۳۹نفر (۴۱۷خانوار) بوده است.

## دربارهٔ روستا
روستای شورکی از توابع بخش مرکزی شهرستان تنگستان در ۵ کیلومتری مرکز شهرستان، شهر اهرم واقع شده است. این روستا در سمت مغرب اهرم واقع است جمعیتی بالغ بر ۱۴۰۰ نفر دارا می‌باشد. این روستا از جهت شمال با روستاهای انبارک، خیاری، قباکلکی در سمت جنوب با روستاهای محمدطاهری، سادنی، شهرک، باغچه‌ها، روستای علی محمدی گلکی و عالی‌حسینی همسایه می‌باشد. در سمت مشرق به گادوی اهرم و در سمت مغرب به تپه‌های ماهور که بخش مرکزی احاطه کرده است و پشت این تپه‌ها بخش ساحلی می‌باشد. قدمت این روستا به ۳۰۰ سال قبل برمی گردد. در قدیم طایفه‌هایی نظیر زائر قاسم، عیال حاج خدر محمدغلامحسین، عیال عالی که چهار برادر بودند در این روستا زندگی می‌کرده‌اند.